# Roy DeCarava
Roy DeCarava (né le 9 décembre 1919 à Harlem - mort le 27 octobre 2009) est un photographe américain.  

## Biographie
Il fut témoin pendant sa jeunesse du mouvement culturel de la Renaissance de Harlem et fut proche du poète Langston Hughes. Il publia plus tard un livre intitulé The Sweet Flypaper of Life , qui évoque la vie des Harlémites. 
En 1983, Carroll Parrott Blue réalise un documentaire Conversations with Roy DeCarava.

## Prix
- 2001 : Prix du Livre de Jazz pour Le son que j’ai vu (Phaïdon)